# Zawijasy
Zawijasy – debiutancka płyta jazzowego zespołu Pink Freud. 

## Skład
- Tomasz Ziętek – trąbka
- Wojciech Mazolewski – gitara basowa, kontrabas
- Paweł Nowicki – perkusja
- Michał Jarzębski – gitara
- Michał Górczyński – klarnet

## Utwory
1. Intro
2. Cpt. Labrador
3. Szlomo Lejb z Łącznej
4. Małę ziarenka piasku są wszędzie
5. Spiskowa teoria dziejów
6. Palimpsest
7. Trzecie dzieło pracy marzeń
8. Sushi, tranzystory i seks
9. Eine Kleine Jassmusik
10. Dusze marynarzy saneczkują pod wodą
11. Rogacz z Doliny Rozkoszy
12. Golonka sobotniej nocy
13. Wlazł Chińczyk na płotek
14. Bonus Track (nie odnotowany w spisie piosenek)